# Electroreturn

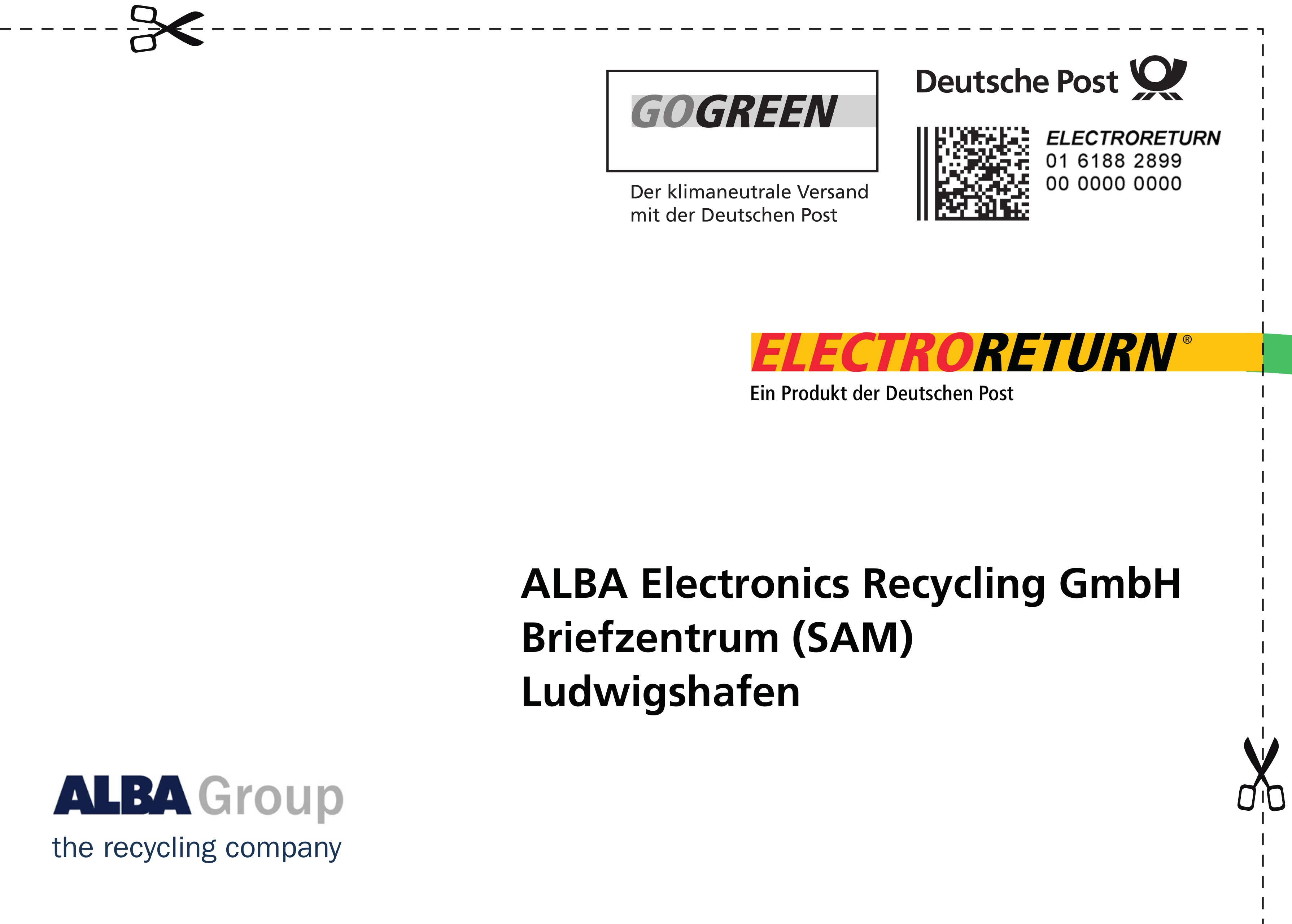
Electroreturn-Versandetikett der Deutschen Post an Alba

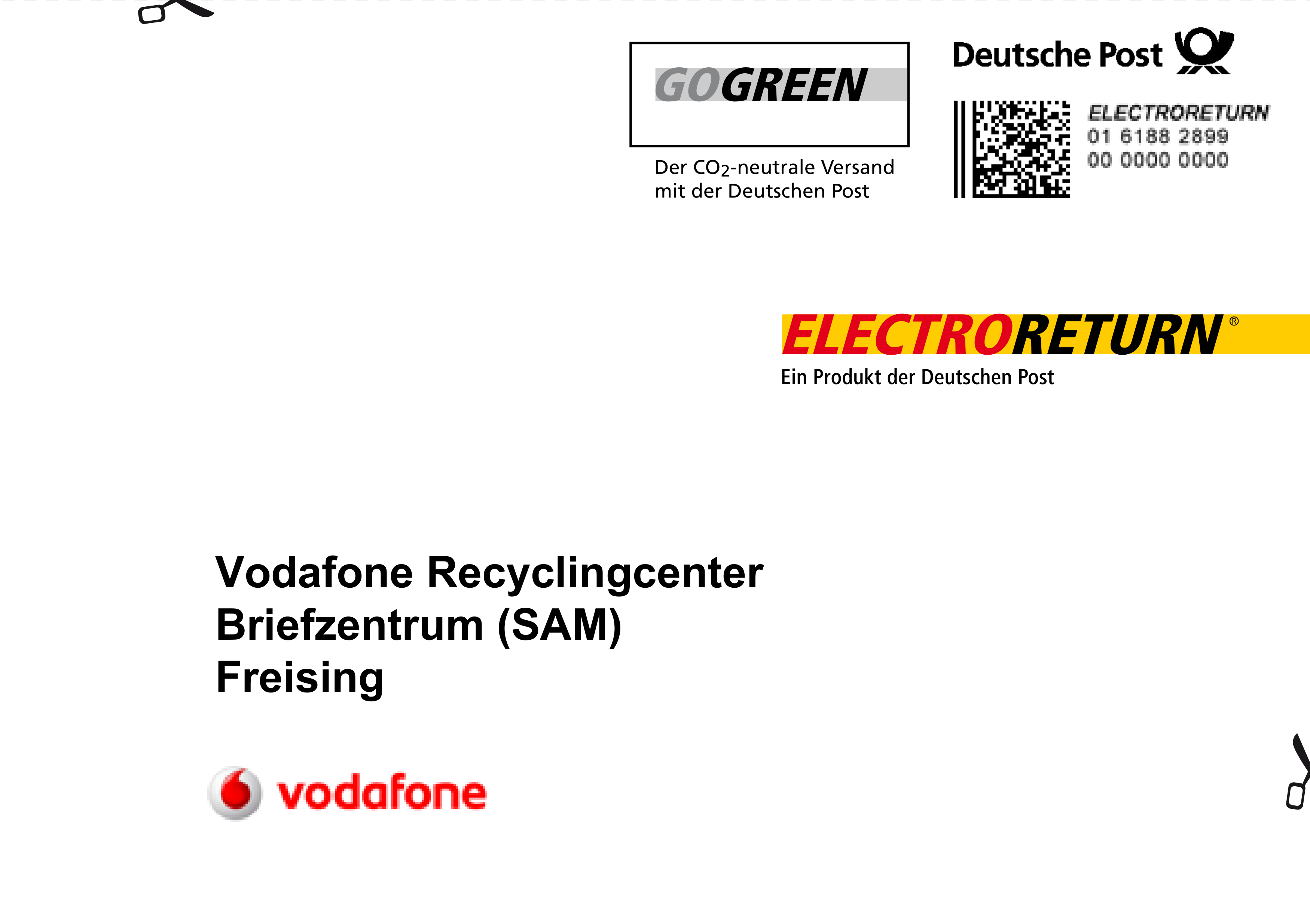
Electroreturn-Versandetikett der Deutschen Post an Vodafone

Electroreturn war ein Service der Deutschen Post, der es ermöglichte, alte oder defekte Elektrokleingeräte (insbesondere Handys) kostenlos dem Recycling zuzuführen. 2019 wurde der Service eingestellt, auf ihrer Webseite forderte die Deutsche Post auf, noch vorhandene Versandmarken zu entsorgen.
Durch das Elektro- und Elektronikgerätegesetz sind Händler für die umweltfreundliche Entsorgung der von ihnen verkauften Geräte verantwortlich.
Defekte Handys können auch kostenlos bei den kommunalen Sammelstellen abgegeben werden, dort erfolgt (wie auch bei Electroreturn) eine gemischte Sammlung (d. h. Handys werden mit anderen Elektrokleingeräten vermischt).
Electroreturn-Versandtaschen für den kostenlosen Versand erhielt man in der Regel bei den Mobilfunkgesellschaften. Kostenlose Versandmarken zum Selbstausdrucken konnten bis zur Einstellung des Dienstes von der Website der Deutschen Post heruntergeladen werden.